# Bistum Shinyanga
Das Bistum Shinyanga (lateinisch Dioecesis Shinyangaënsis, Swahili Jimbo Katoliki la Shinyanga) ist eine in Tansania gelegene römisch-katholische Diözese mit Sitz in Shinyanga.

## Geschichte
Das Bistum Shinyanga wurde am 24. Juni 1950 infolge der Teilung des Apostolischen Vikariates Musoma-Maswa als Apostolisches Vikariat Maswa errichtet.
Am 25. März 1953 wurde das Apostolische Vikariat Maswa durch Papst Pius XII. mit der Apostolischen Konstitution Quemadmodum ad Nos zum Bistum erhoben und dem Erzbistum Tabora als Suffraganbistum unterstellt. Das Bistum Maswa wurde am 9. August 1956 in Bistum Shinyanga umbenannt. Am 18. November 1987 wurde das Bistum Shinyanga dem Erzbistum Mwanza als Suffraganbistum unterstellt.

## Bischöfe von Shinyanga
- Edward Aloysius McGurkin MM, 1956–1975
- Castor Sekwa, 1975–1996
- Aloysius Balina, 1997–2012
- Liberatus Sangu, seit 2015